# 2042年10月14日日食
2042年10月14日日食为一次在协调世界时2042年10月14日出現的一次日環食。該次日食食分為0.9300，食甚維持時間7分44秒。

## 概述
這次日食的食分是0.9300，環食維持7分44秒。
偽本影經過的國家和地區：

此次日環食過程中月影在地表移動的動畫

- 马来西亚:馬來半島地區的吉蘭丹州和丁加奴，砂拉越州的古晉和詩巫。

## 基本參數
- 類型：日環食
- 食最大地點資料：
  - 日期：2042年10月14日
  - 時間：2時0分42秒
  - 地點：24S 138E
  - 食分：0.9300
  - 日環食持續時間：7分44秒

## 外部連結
- NASA未來日食資料（页面存档备份，存于）
- 可見區域圖和時間統計：由弗雷德·埃斯佩纳克做出的日食預報，NASA/GSFC
  - Google互動地圖呈現的日食範圍
  - 貝塞爾元素